# Démocratie chrétienne pour les autonomies
Pour les articles homonymes, voir Démocratie chrétienne (homonymie).
Ne doit pas être confondu avec Démocratie chrétienne (Italie) ou Démocratie chrétienne (Italie, 2002).
La Démocratie chrétienne pour les autonomies (en italien : Democrazia Cristiana per le Autonomie, DCA) était un parti politique italien, parfois appelé Nouvelle Démocratie chrétienne, qui reprenait le nom de l'ancienne Démocratie chrétienne. 
Cette DCA a vu le jour le 25 juin 2005 quand Gianfranco Rotondi la fonde officiellement. Elle faisait partie de l'alliance électorale de droite dite Maison des libertés et disposait de 4 députés et de 2 sénateurs au Parlement italien, élus en 2006 en alliance avec le Parti socialiste - Nouveau PSI. En 2008, la DCA rejoint le nouveau Peuple de la liberté : elle obtient sur ses listes, 3 députés et 1 sénateur et n'existe plus en tant que parti.

## Congrès
- Congrès constitutif - Rome, 25 juin 2005